# 怪力

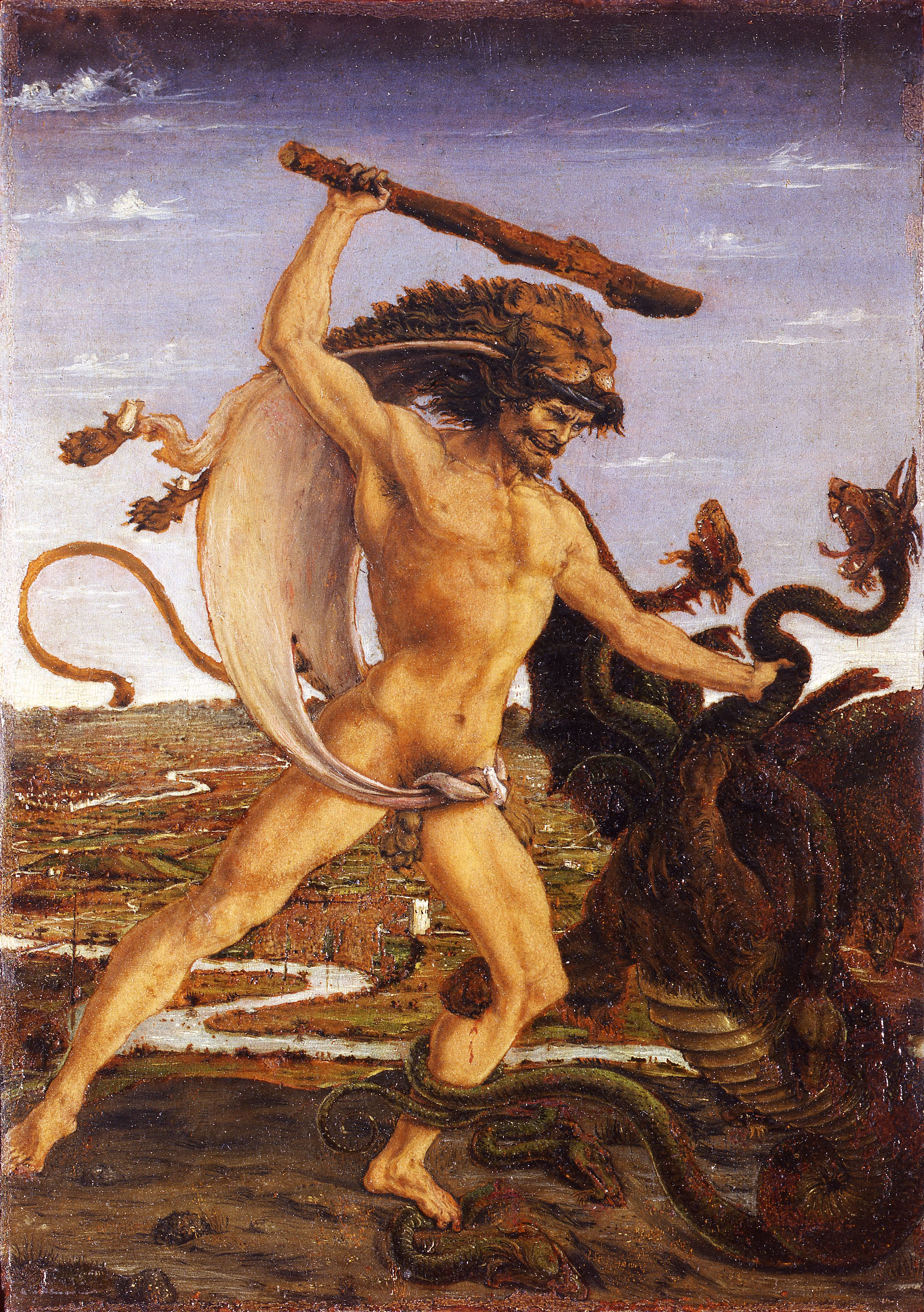
ヘラクレス

怪力（かいりき、かいりょく）とは、人並み外れた素晴らしい筋力、膂力（腕力）をいう言葉。強力・剛力・豪力（ごうりき）、大力（だいりき）とも。

## 概要
ギリシア神話のヘラクレスや日本神話のイザナギと手力男命、旧約聖書のサムソンのように古来から怪力を持つ者は英雄視された。
日本では鎌倉時代にかけて、大太刀、大薙刀、金砕棒など大きく重い武器を扱える武者が英雄視された。
現代においても重量挙げやハンマー投など怪力を競う競技はいくつか存在し、またプロレスにおいても、怪力という明快な魅力は多くのレスラーのセールスポイントとなっており、ブルーノ・サンマルチノ、ハルク・ホーガン、豊登道春などが有名である。特にアメリカのプロレス界では怪力レスラーの人気が高いことで有名である。
フィクションにおいてもスーパーヒーローたちの多くは怪力の持ち主である。魔法が登場する作品では、魔法（妖術、神通力などと呼ばれることもある）によって常人離れした怪力を実現する設定が数多く存在する。
日本文学では怪力に関する話は、強力譚（ごうりきたん）と称され、合戦・武勇譚、盗賊譚、怪異譚とは分類が異なる。『今昔物語集』の23巻もこの強力譚に分類される。
怪力伝説の中には、怪力で名の知れた者が、力比べをして敗れる語り、つまり、かませ犬としての立場も見られる。類似の語りとして、怪力者を組討ちや柔といった術者が倒す語り（威厳付けの話）もあり、派生話としては、知恵や機知で怪力者を倒す話もある。分類的には、怪力ゆえに得をした語りや怪力ゆえの悲劇の語り、外見にそぐわぬ者が怪力者で周囲を驚かせる語りなどがある。異類婚姻譚によって怪力を手にした語りや怪力者によって作られたとする由来伝承などは、説明するための伝説といえる。
医学的な見地からは、生まれもっての怪力者、つまり先天性であり、突然変異の結果、子供の頃から異常に筋肉が発達した者と、肉体を鍛え続けた結果、周囲の人より筋力が強くなった者に分かれる（三ノ宮卯之助等は後者に当たる）。妖怪である赤頭の怪異話などは、見知らぬ子供が力自慢の大人以上に怪力だったというものであり、先天性の怪力者がモデルになったとも考えられる。

## 強度的限界
医学の観点から人間が持ちあげられる限界は500kgまでとされ、それ以上の重たい物を支えようとすれば、腕の骨の強度が耐えられず、骨が折れてしまうとされる。ベンチプレスの世界記録も500kg程である。すなわち、いくら筋力を鍛えようとも、骨の方が耐えられない為、現実の怪力者も5、600kgを直接に両腕で支えるのは困難である。人間の場合、自重の3倍の荷物を持てれば、十分怪力と言える。

## 筋肉の出力
筋肉が出せる出力はその断面積に比例し、1cm²につき、最大10kgの重量を持ち上げる力が出る。成人男性の筋肉の断面積平均は約25cm²であり、計算上、片手で約250kg、両手で約500kgの重量を持ち上げる事が可能だが、これは全力を出せた場合の数値であり、通常はリミッターによって約5分の1の力しか出ない。火事など危機的状況下では、稀にリミッター（筋骨を傷めないための脳の抑制作用）を解除し、普段の3倍から5倍の力が出る事がある。これが日本で俗にいう「火事場の馬鹿力」である。ただし、必ずリミッターが解けるわけではなく、また一時的な怪力であって、状況に左右される。。胴体や脚は大きな筋肉が存在するため、通常時でも一時的であれば成人男性で約200kg、成人女性で約120kgと比較的高重量を支えることができる。筋力トレーニングを積んだ者では男性で約500kg、女性で約300kgの重量を担ぐことが可能であり、パワーリフターのズルーネス・ザビッカスは640kgの重量を担いで10フィートの距離を3秒87で歩き、世界記録に認定された。 ただし、膝を曲げた状態からこれほどの重量を持ち上げることは困難である（スクワットの世界記録は500kgに達していない）。

## ジョーク・お笑いの演出として用いられる怪力
創作物、特にお笑いの場面（ドタバタ劇）において、怪力と言った表現はよく用いられる演出方法の一つである。漫画『Dr.スランプ』の則巻アラレが拳で地球割りを行ったり、『シティーハンター』のヒロインである槇村香が、○○t（トン）ハンマーでおしおきするシーンなどは、シリアスな場面とは対比される。ヒロインが悲鳴を上げながらも大柄の男性を振り回し、地に叩き付けると言った演出もよく見られる。外見とのギャップ、および非現実的な演出から笑いを誘うため、これらは主に女性が役割を担う事が多々である。

## 怪力に関する語
- 剛力無双 - 並ぶ者がいないほどの怪力の持ち主。
- 怪力乱神 - 奇怪なこと、神秘的なこと、の意（論語「（孔）子は怪力乱神を語らず」より）
- ○人力 - ○人分の力を持つという意味。

## 怪力と称された男性

### 中国
悪来
殷国（紂王期）の官僚。数々の剛力話を残したとされる。
典韋
曹操に「悪来の再来」と言わしめた剛力者。

### 日本
実因
平安時代中期の天台宗の僧で、通称は小松僧都。『今昔物語』によれば、足の指の力だけでも、両足の各々の指の間に挟んだ合わせて8個のクルミを砕くことができたという。
安芸太郎実光
安芸国安芸郷を治める大領安芸実康の子で、三十人力と称され、その家来（郎党）達も実光に劣らぬ怪力であったと『平家物語』に記されている。その最期は力負けであった（平教経を参照）。
富田三郎親家
武蔵国児玉党の武士で、坂東にその大力を知られていた（大力ゆえに助命された事例）。
朝比奈義秀
朝比奈氏（和田氏一族）の当主。三匹の鮫を抱きかかえて海から上がってきたなどのエピソードがあり、狂言の演目にもなっている。
弥二郎左衛門
『余目（あまるめ）氏旧記』（『余目日記』などとも呼ばれ、文明年間初頭＝15世紀末には成立）に記述される大力の武者。身丈八尺二分（2.43m）で七百人力の大力、一騎で数十万騎の中に入って戦っても、矢や刀が立たず、誰もかなわなかったと表現される。三代将軍源実朝に対し、反乱を起こす。実朝の命で宮城家業（伊沢家景の弟）が追討を任じられるも、大力ではなかったため、家業の母が力武者を組み討ちする方法を教伝して、弥二郎左衛門を討ち取ることに成功したとされる。
品川大膳（狼介勝盛）
毛利氏側の武将である益田藤兼家臣。軍記物の記述では、身丈五尺九寸（179センチ）で、猪の首を素手でねじ切るほどの大力と表現される。
山中鹿介
尼子氏家臣。軍記物で十人力と表現されている。
横手五郎
熊本城の築城する工事人夫。肥後の猛将・木山弾正の遺児である。肥後国に七十五人力と認められる怪力無双・大巨漢の若者で『横手の五郎』と呼ばれていた。幼少時、九州一の力自慢という暴れ者を投げ飛ばしたという説があり、1800kgの首掛け石（凹型）を花岡山から熊本城に運んだと伝えられている。また、20tの巨石を猫伏で背負って運んだとの逸話が残っている。スクワット世界記録（475kg）の40倍になる。
高畠益友
備中国で大力として名をはせたが、捕縄術の達人である竹内久盛に捕まり、弟子となった（洗練された柔と知恵が大力に勝る事例）。
坪井元政
安芸国の武将。陰徳太平記を初めとして数々の怪力逸話をもつ。
平塚為広
兄弟共に大力と称された。
相馬顕胤
相馬氏14代当主。八人力で鉄の軍扇を自由に操る勇将と称された。
弥助
織田信長の家臣（アフリカ人）。文献上、十人力と称された。
石川五右衛門
三十人力とされる（前述の『平家物語』に登場する安芸実光の表現を引用したものと考えられる）。
日本左衛門
子分200人を率いた（江戸期当時の）「日本一の大泥棒」で、五人力の力持ちとされた。
武田物外
伊予国出身の僧侶で武術家。数々の怪力逸話を有する。
三ノ宮卯之助
武蔵国（現越谷市）出身で、70貫（約260kg）もする力石を持ち上げたとされ、馬に乗った人をさらに舟に乗せ、それを持ち上げた怪力者。19世紀当時、日本一の力持ちとして認められた。
稲妻雷五郎
大相撲の代7代横綱。銭が山ほど詰まった重い火鉢を片手で持ち上げ、煙管の火を着けるほどに怪力だったと言われる。
白真弓肥太右エ門
江戸時代の力士で、ペリー来訪時に黒船を訪問、米俵を一度に八俵も運ぶ姿を披露した。
坂本龍馬
幕末の志士。高千穂峰の天の逆鉾を引き抜いたとされる。
太刀山峯右エ門
大相撲の第22代横綱で、400kgの砲弾を片手で持ち上げ振り回したり、釜山でロシア製500kgの弾丸を一人で運んだ怪力話がある。
朝潮太郎 (2代)
愛媛県出身の大相撲の力士で、二十歳の時に自分の体重の3倍の荷物を持ち上げたと言う逸話がある。
伊勢ノ濱慶太郎
大相撲の力士で、成田山新勝寺の信者が奉納した150キロもある青銅製の大鈴を片手で振り回して音を鳴らし、見物人を仰天させたことがあるという。
栃木山守也
大相撲の第27代横綱で、小兵ながらも怪力の逸話が多く残されている。
白鳥由栄
青森県出身で、「昭和の脱獄王」と称された人物。小柄ながら手錠の鎖を引きちぎると言う怪力を看守の前で披露している。
若木竹丸
日本のボディービルダーで、小柄な体格ながら現在でいうベンチプレスはマックス228㎏を挙げた。空手家の大山倍達や後述の柔道家木村政彦にウエイトトレーニングを指導したこともある。
木村政彦
日本の柔道家で、日本のアスリートとして初めて本格的にウエイトトレーニングを取り入れた。ベンチプレスのマックスは250kg。また、立ったまま両腕を前に伸ばし、100kgのバーベルを乗せて肩から手首にかけて何度もごろごろと転がすことができた。
豊登道春
日本のプロレスラー。日本プロレス界を代表する怪力レスラーとして知られた。
岩風角太郎
大相撲の力士で、70貫（263㎏）の重さのあるレールを持ち上げたことがあるといわれる。
魁皇博之
福岡県出身の大相撲の力士で、現役時代は角界屈指の怪力として知られた。自伝のタイトルも「怪力」。

### 北米
グレート・アントニオ
カナダのプロレスラー。バスを何台も鎖でつなぎ、引っ張るパフォーマンスで知られた。
フリッツ・フォン・エリック
アメリカのプロレスラー。「鉄の爪」と称されるほど強力な握力を有していた
ブルーノ・サンマルチノ
アメリカで活躍したプロレスラーで「人間発電所」という異名で知られた。
ケン・パテラ
アメリカのプロレスラー。プロレスの前は重量挙げの選手であり、ミュンヘンオリンピックにも出場した。
スコット・ノートン
アメリカのプロレスラー。ベンチプレスはマックス350㎏、アームレスリングでは全米選手権3度優勝、世界大会でも優勝している。
ゲーリー・グッドリッジ
カナダの総合格闘家。アームレスリング世界一に輝いたこともあり、K-1、総合格闘技屈指の怪力で知られた。
ボブ・サップ
アメリカ合衆国の総合格闘家、プロレスラー。ベンチプレスはマックス266kg。圧倒的な巨体と怪力。
ジミー・アンブリッツ
アメリカ合衆国の総合格闘家。少年時代から自体重を超える重さのバーベルでトレーニングし、全盛期にはベンチプレス340kg以上、スクワット450kg以上を持ち上げた。
クイントン・ランペイジ・ジャクソン
アメリカ合衆国出身の総合格闘家で、第7代UFC世界ライトヘビー級王者。怪力U.Sマッド・ドッグと称され、怪力を生かしたスラムで対戦相手をマットに沈めてきた。
ケイン・ヴェラスケス
アメリカ合衆国の総合格闘家で第15・17代UFC世界ヘビー級王者。ヘビー級の中では小柄ながら、1トンのパンチ力を持っている。

### ヨーロッパ
ピョートル1世
ロシアの皇帝。身長2m13cmの大男で、銀の皿を腕力で丸めてしまうほどの怪力だった。
アレクサンドル・カレリン
ロシアのレスリング選手。「霊長類最強の男」の異名をとり、全盛期の背筋力は400kgを超えていたといわれる。
マグナス・サミュエルソン
スウェーデンのストロンゲストマン。握力192㎏は握力世界一としてギネスブックにも認定されている。
ビーア・カルロフ・ドーニア
オランダの英雄。約500㎏の馬を肩に乗せた伝説
栃ノ心剛士
ジョージア出身の大相撲力士で角界屈指の怪力の持ち主。体重198kgの千代大龍秀政を軽々と吊り上げ勝利した。また鶴竜力三郎にもろざしになられながらも、外四つの体制から吊り上げて勝利した。

### 中近東
大砂嵐金崇郎
エジプト出身の幕内力士。140kgを超す巨体でありながら、片手懸垂や逆立ち腕立て伏せをこなす腕力の持ち主。

## 怪力と称された女性
尾張国中島郡の大領・久坂利の妻
出身は同国愛智郡片輪郷で、聖武天皇の時代の女性とされる。祖父は、鐘楼の鬼と力比べをして勝った強力な飛鳥寺の僧である道場法師（雷の血筋を引くと伝わる）。孫娘である久坂利の妻もその血筋からか、まるで糸でもよるように呉竹を軽く指先で砕いたが、日頃はその力を秘していた。自身の三倍ほどある大男の国司2人を一間（約1.8m）余りもはね飛ばすほどの強力である事が、『今昔物語集』23巻17話に記されている。この祖父の大力は、男には伝わらず、女方に伝わった事が語られている。国司を怪力で追い払った事で夫とは離縁している（目に見える力＝大力ゆえの悲劇の例）。男女平等を説く内容となっている。
巴御前
源義仲の従者・女武将。『平家物語』に強力と記され、多くの異本にもその怪力が書かれている。主従五騎になるまで巴は討たれなかったが、そこに武蔵国大里郡の恩田師重という大力で名が知られていた武者が現れた。巴は駆け入って、馬を寄せ、組みついて師重を引き落とし、自分の馬に押しつけ、その頸をねじ切って捨てた。『延慶本』では、一度に2人の武士の首をもぎ取っている。
甲斐国の力士大井光遠の妹
『今昔物語集』23巻24話に登場する27、8歳の女性で、兄の2人力の力を持ち、大きな鹿の角を膝に当て、腕で枯れ木を折るように打ち砕いたとされる。
柳川ともよ
名は友世とも表記。安永年間に、「女力持ち」を標榜して巨大なものを持ち上げる芸で人気を博した女芸人。安永5年（1776年）に、江戸堺町の通称「楽屋新道」とよばれた劇場街の寄席で演じた記録が斎藤月岑『武江年表』（同年5月の項）や大田南畝『半日閑話』（同年6月の項）に残る。このとき、風来山人によって『力婦伝』という宣伝パンフレットのような性格の評伝が出版された。『武江年表』によれば、大八車に米五俵（事実だとすれば、軽く200kgは超えている）をのせて、その車ごと頭上に持ち上げたり、碁盤を片手で振ってろうそくの火を消す芸を見せたという。『力婦伝』によれば越後国高田の農家で生まれ、生家の借金のために本郷大根畠の岡場所の女郎に売られたが、酒の入った四斗樽を軽々と運ぶ姿を見た楼主が芸人への転身をすすめたものだという。後半生については定かではない。
淀滝
上記のともよ同様「女力持ち」の芸人。石塚豊芥子『街談文々集要』によれば、もとは「つた」という名の品川宿の飯盛女で、身長が6尺2寸（＝約188センチメートル）あったという。加藤曳尾庵『我衣』によれば美人であったとされる。残る記録としては、喜多村信節『聞のまにまに』および『武江年表』では文化4年（1807年）2月と12月、『我衣』では文化6年（1809年）正月、浅草柳稲荷向うの中茶屋で、釣鐘を持ち上げたり、五斗俵の先に筆を結びつけ、それを持ち上げて字を書く芸を見せている。
ヴァルヴァラ・アクロヴァ
ウクライナのチャンピオン。世界最強の少女としてギネス世界記録に2回登録された。大抵の人は性別に関係なく人間を超越したような重量挙げの選手を思い浮かぶような怪力を持つ女。ウクライナの食事も摂れず貧困な生活をしていたにもかかわらず、4歳にして220ポンド（約100㎏）を持ち上げ、毎年体重が2㎏増加傾向にあり、持ち上げる重さは11㎏増加しているという。つまり13歳で200㎏持ち上げるということになる。また、重量挙げにおいてスナッチとジャークで350㎏という記録を出している。

## その他
- 『日本霊異記』と『今昔物語集』には、同様の記述があり、道場法師の孫娘と美濃の狐（狐のアタイ）の四代目の孫娘が力比べをした話が記述されている。言い方を変えるのなら、「雷の血筋の女性と狐の血筋の女性の力比べ」である。妖狐の血を引く女性は、美濃国片県郡の少川市に在住しており、霊異記には、百人力に相当し、怪力をよいことに人々を痛めつけ品物を奪っていたと記す。その噂を聞いた道場の孫娘は力比べをしようと向かう。話の内容は、力比べというより格闘戦であり、殴りかかって来た狐女を、道場の孫娘があらかじめ用意していた熊葛の皮をむいて作った鞭で、何度も打ちつけ、肉を剥ぎ、降参させた（これにより市場の治安は守られた）。
- 『耳嚢』巻之五の記述に、小柄だが怪力の女の話がある。両手で米俵三俵を持ち上げ、そのまま家に運んだと書かれている（仮に一俵を50kgとして単純計算しても150kgあることになる）。
- 江戸時代の日本では、力石や米俵を持ち上げることで怪力者を認定することが多い。一方、中世の文学では、大きな鹿の角をへし折ることで怪力を表現することがある[14]。
- 『遠野物語』内の話に、早池峰山の女神に、力士が力を授けてくれるように祈願したところ、大力を授けられた。この力士は後に授けられたモノを返却したが、当時、何を授けられたのか、周囲に決して語ろうとしなかったという。妹尾兼忠の伝説と同様、女性が男性に力を授ける日本の伝説の一例である。
- 江戸時代になると、女性による力芸の見世物が盛んになる。女相撲もその一つであったが、1963年になると消滅した。その代わりに女子プロレスが盛んになることとなる（21世紀現在、女相撲は復興している）。